# Juziers
Juziers és un municipi francès, situat al departament d'Yvelines i a la regió de Illa de França. L'any 2007 tenia 3.668 habitants.
Forma part del cantó de Limay, del districte de Rambouillet i de la Comunitat urbana Grand Paris Seine et Oise.

## Demografia

### Població
El 2007 la població de fet de Juziers era de 3.668 persones. Hi havia 1.308 famílies, de les quals 253 eren unipersonals (119 homes vivint sols i 134 dones vivint soles), 393 parelles sense fills, 561 parelles amb fills i 101 famílies monoparentals amb fills.
La població ha evolucionat segons el següent gràfic:
Habitants censats

### Habitatges
El 2007 hi havia 1.703 habitatges, 1.354 eren l'habitatge principal de la família, 273 eren segones residències i 76 estaven desocupats. 1.506 eren cases i 174 eren apartaments. Dels 1.354 habitatges principals, 1.088 estaven ocupats pels seus propietaris, 238 estaven llogats i ocupats pels llogaters i 27 estaven cedits a títol gratuït; 46 tenien una cambra, 110 en tenien dues, 172 en tenien tres, 323 en tenien quatre i 704 en tenien cinc o més. 1.046 habitatges disposaven pel capbaix d'una plaça de pàrquing. A 608 habitatges hi havia un automòbil i a 647 n'hi havia dos o més.

### Piràmide de població
La piràmide de població per edats i sexe el 2009 era:
| Homes | Edats   | Dones |
| ----- | ------- | ----- |
| 0     | 95 o +  | 0     |
| 0     | 90 a 94 | 12    |
| 4     | 85 a 89 | 12    |
| 0     | 80 a 84 | 16    |
| 36    | 75 a 79 | 24    |
| 48    | 70 a 74 | 52    |
| 72    | 65 a 69 | 56    |
| 76    | 60 a 64 | 100   |
| 112   | 55 a 59 | 96    |
| 124   | 50 a 54 | 116   |
| 152   | 45 a 49 | 128   |
| 120   | 40 a 44 | 160   |
| 152   | 35 a 39 | 164   |
| 104   | 30 a 34 | 108   |
| 116   | 25 a 29 | 80    |
| 108   | 20 a 24 | 60    |
| 64    | 15 a 19 | 120   |
| 136   | 10 a 14 | 152   |
| 156   | 5 a 9   | 180   |
| 52    | 0 a 4   | 92    |

## Economia
El 2007 la població en edat de treballar era de 2.450 persones, 1.861 eren actives i 589 eren inactives. De les 1.861 persones actives 1.703 estaven ocupades (898 homes i 805 dones) i 158 estaven aturades (82 homes i 76 dones). De les 589 persones inactives 166 estaven jubilades, 250 estaven estudiant i 173 estaven classificades com a «altres inactius».

### Ingressos
El 2009 a Juziers hi havia 1.405 unitats fiscals que integraven 3.818,5 persones, la mediana anual d'ingressos fiscals per persona era de 23.776 €.

### Activitats econòmiques
Dels 140 establiments que hi havia el 2007, 1 era d'una empresa alimentària, 4 d'empreses de fabricació d'altres productes industrials, 25 d'empreses de construcció, 31 d'empreses de comerç i reparació d'automòbils, 5 d'empreses de transport, 11 d'empreses d'hostatgeria i restauració, 6 d'empreses d'informació i comunicació, 5 d'empreses financeres, 8 d'empreses immobiliàries, 23 d'empreses de serveis, 15 d'entitats de l'administració pública i 6 d'empreses classificades com a «altres activitats de serveis».
Dels 34 establiments de servei als particulars que hi havia el 2009, 1 era una oficina de correu, 1 taller de reparació d'automòbils i de material agrícola, 3 paletes, 5 guixaires pintors, 5 fusteries, 5 lampisteries, 1 electricista, 1 empresa de construcció, 3 perruqueries, 7 restaurants, 1 agència immobiliària i 1 tintoreria.
Dels 7 establiments comercials que hi havia el 2009, 1 era un hipermercat, 1 una botiga de més de 120 m², 1 una botiga de menys de 120 m², 1 una fleca, 2 llibreries i 1 una joieria.
L'any 2000 a Juziers hi havia 4 explotacions agrícoles.

## Equipaments sanitaris i escolars
L'únic equipament sanitari que hi havia el 2009 era una farmàcia.
El 2009 hi havia 1 escola maternal i 1 escola elemental.

## Poblacions més properes
El següent diagrama mostra les poblacions més properes.